# Ліван на літніх Олімпійських іграх 1976
Ліван брав участь у Літніх Олімпійських іграх 1976 року у Монреалі (Канада) усьоме за свою історію, але не завоював жодної медалі.